# Ratusz w Śremie
Ratusz w Śremie – budynek usytuowany w północnej pierzei Placu 20 Października wybudowano w latach 1836–1838. Nad 3-kondygnacyjnym budynkiem góruje zegarowa wystawka z 1876 roku. W południe można usłyszeć kuranty i hejnał miasta. Gmach nawiązuje do popularnego w XIX wieku stylu „okrągłych łuków” stanowiącego mieszankę wczesnego renesansu włoskiego i klasycyzmu. W śremskim ratuszu ma siedzibę Urząd Miasta i Gminy Śrem. Przed ratuszem stoi pomnik z popiersiem Józefa Wybickiego, projektu Grzegorza Kowalskiego z 1981 roku.